# Final Fight Revenge
Final Fight Revenge ( ファイナルファイトリベンジ? ) es un videojuego de lucha en 3D lanzado en 1999. El juego fue producido por la división estadounidense de Capcom (más tarde conocido como "Capcom Production Studio 8"), el mismo equipo que más tarde se produjo Maxim: Ghosts to Glory y Final Fight: Streetwise .Final Fight Revenge fue lanzado para las arcadias en julio de 1999 y corrió en la Sega ST-V hardware arcade. Es la única secuela de Final Fight lanzada para las arcadias, desde que salió el original Final Fight. Una versión casera fue lanzada para la Sega Saturn el 30 de marzo de 2000, que fue el último juego de Capcom lanzado oficialmente para la plataforma. A pesar de que la versión de Saturn sólo estaba disponible en Japón, el juego se puede jugar en inglés, si el lenguaje interno de la consola está establecido en inglés. Una versión para PlayStation y Dreamcast estaban previstos en un lanzamiento del juego pero nunca se lanzaron oficialmente.

## Gameplay
Final Fight Revenge presenta una configuración de control de un joystick de ocho direcciones y cinco botones de acción: cuatro botones de ataque (dos botones de puñetazo y dos botones de patada) y un quinto botón de "especial". El botón tiene dos funciones especiales en el juego. La primera función permite a los jugadores moverse en el plano horizontal manteniendo presionado el botón especial y presionando hacia arriba o hacia abajo.
El botón especial también se utiliza para recoger las armas o elementos de recuperación de salud en el suelo. Cuando el jugador está cerca de recuperar un elemento o arma, una flecha verde aparecerá sobre el tema para alertar al jugador de su presencia. Hay dos tipos de armas en este juego: las armas cuerpo a cuerpo, como los cuchillos y las tuberías de plomo, o armas de fuego, como lanzallamas y ametralladoras. El jugador puede recoger y almacenar hasta tres armas en su inventario a la vez y cambiar entre ellos. El jugador también puede lanzar un arma que actualmente están equipados para su oponente.
Como con la mayoría de los juegos de lucha de Capcom, cada personaje tiene su propio sistema de agarres, movimientos y de comandos de movimientos especiales, así también como súper movimientos que sólo se pueden realizar rellenando la barra de Super. El jugador puede almacenar hasta tres medidores completos de Super. Cuando un jugador vence a un oponente con ciertos movimientos super,  una secuencia de acabado especial se mostrará al jugador.

## Personajes
Final Fight presenta once luchadores, todos ellos personajes del original Final Fight. Cody Travers , Guy y Mike Haggar fueron los personajes de los jugadores del juego original, mientras que El Gado, Poison, Hugo Andore, Damnd, Sodom, Edi E. y Rolento eran personajes enemigos. Guy, Sodom, Rolento y Cody fueron presentados previamente en la saga Street Fighter Alpha, mientras que Hugo Andore hizo una aparición previa en Street Fighter III . algunos de ellos utilizan los mismos movimientos especiales que tenían en sus apariciones de los juegos de Street Fighter.
| Personaje        | Origen                                  | Escenario | Voces           |
| ---------------- | --------------------------------------- | --------- | --------------- |
| Cody Travers     | Metro City Estados Unidos               |           | Koichi Yamadera |
| Mike Haggar      | Metro City Estados Unidos               |           |                 |
| Guy              | Japan town de Metro City Estados Unidos |           | Tetsuya Iwanaga |
| El Gado          | Cuba                                    |           |                 |
| Sodom            | Arizona, EUA                            |           | Wataru Takagi   |
| Poison           | Los Ángeles, California, Estados Unidos |           |                 |
| Hugo Andore      | Alemania                                |           |                 |
| Damnd            | República Dominicana                    |           |                 |
| Edi E.           | Metro City Estados Unidos               |           |                 |
| Horace Belger    | Metro City Estados Unidos               |           |                 |
| Rolento Schugerg | Ciudad de Nueva York, Estados Unidos    |           | Jin Yamanoi     |

El modo de un jugador consistirá en seis oponentes controlados por computadora y al final contra una versión Zombi de Horace Belger, el jefe final del original Final Fight . Esto es seguido por un final específico de cada personaje y una secuencia de los créditos de cierre que muestra un Belger Zombi bailando. El Belger Zombi no es un personaje jugable en el juego.
- Datos: Q2035718